# 출장 (여행)
출장(出張) 또는 외근(外勤)은 일하는 노동자가 업무를 위해 평소 근무지가 아닌 다른 장소에 나가는 행위를 가리킨다. 일반적으로 하루 이상 직장을 떠나는 경우를 말한다.
하루 이상이 소요되는 출장은 종종 호텔이 이용되며, 그 중에서도 출장자의 수요에 특화한 된 숙박 시설이 비즈니스 호텔이다. 많은 회사에서는 숙박비 한도를 정하고 있으나, 그것은 출장 지역의 물가를 반영한 것으로 되어 있다. 또한 장기 출장의 경우는 호텔 같은 숙박 시설이 아닌 단기 임대 아파트가 이용되는 사례도 많다.